# Браммелл, Джордж
Джордж Бра́йан Бра́ммелл (англ. George Bryan Brummell; 7 июня 1778, Лондон, Великобритания — 30 марта 1840, Кан, Франция) — английский светский лев, законодатель моды в эпоху Регентства.
Главный персонаж нескольких фильмов под названием «Бо Браммелл — Красавчик Браммелл»» (1913; 1924; 1954; 2006).

## Биография

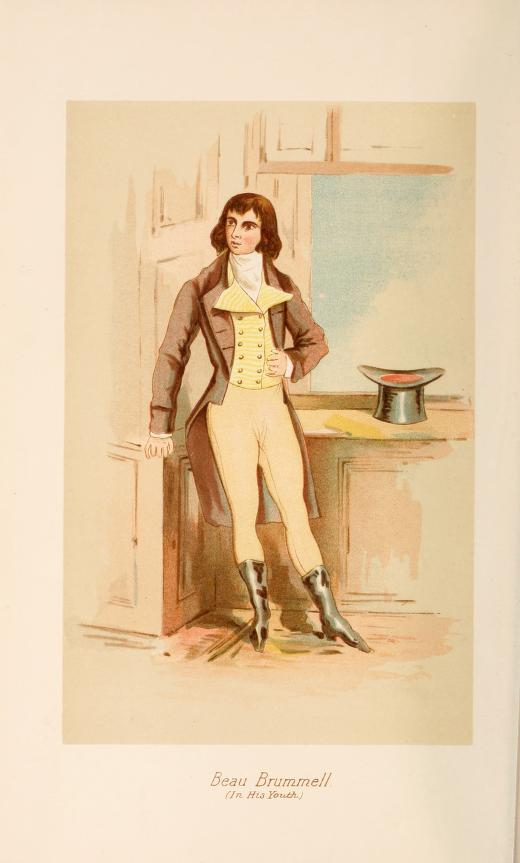
Иллюстрация 1886 года

Родился 7 июня 1778 года в Лондоне; сын крупного чиновника. Учился в Итоне и Оксфорде.
Друг принца-регента, будущего короля Георга IV, наиболее яркая из фигур денди. Получил у современников прозвище «Красавчик Браммелл» (фр. Beau Brummell). Среди прочего, ввёл в моду современный мужской черный костюм с галстуком, ставший деловой и официальной одеждой. Браммелл обычно носил снежно-белую сорочку, галстук или шейный платок, белый жилет или жилет пастельного цвета, белые или бежевые панталоны или бриджи из ткани или кожи в обтяжку, подтяжки, темно-синий сюртук с фалдами и латунными пуговицами, черные ботфорты.
Браммелл также ввел в обычай новые элементы ухода за собой: он протирал тело грубой щеткой из конского волоса, мылся и переодевался несколько раз в день. Вел роскошную жизнь, растратил отцовское наследство.
Свой главный секрет раскрыл, покидая Лондон, написав одно слово в записке друзьям: «Крахмал». Он первым придумал крахмалить шейный платок.
В 1816 году укрылся от долгов во Франции, написал труд «Мужской и женский костюм» (1822, рукопись была обнаружена лишь столетие спустя). Но кредиторы нашли должника и здесь: в 1835 году он был заключён в тюрьму, выкуплен оттуда друзьями. Пережил несколько апоплексических ударов.
Джордж Брайан Браммелл умер 30 марта 1840 года, будучи нищим, страдая психическим расстройством (последствие сифилиса) и находясь в психиатрической лечебнице, куда его поместили в 1838 году.

## Признание

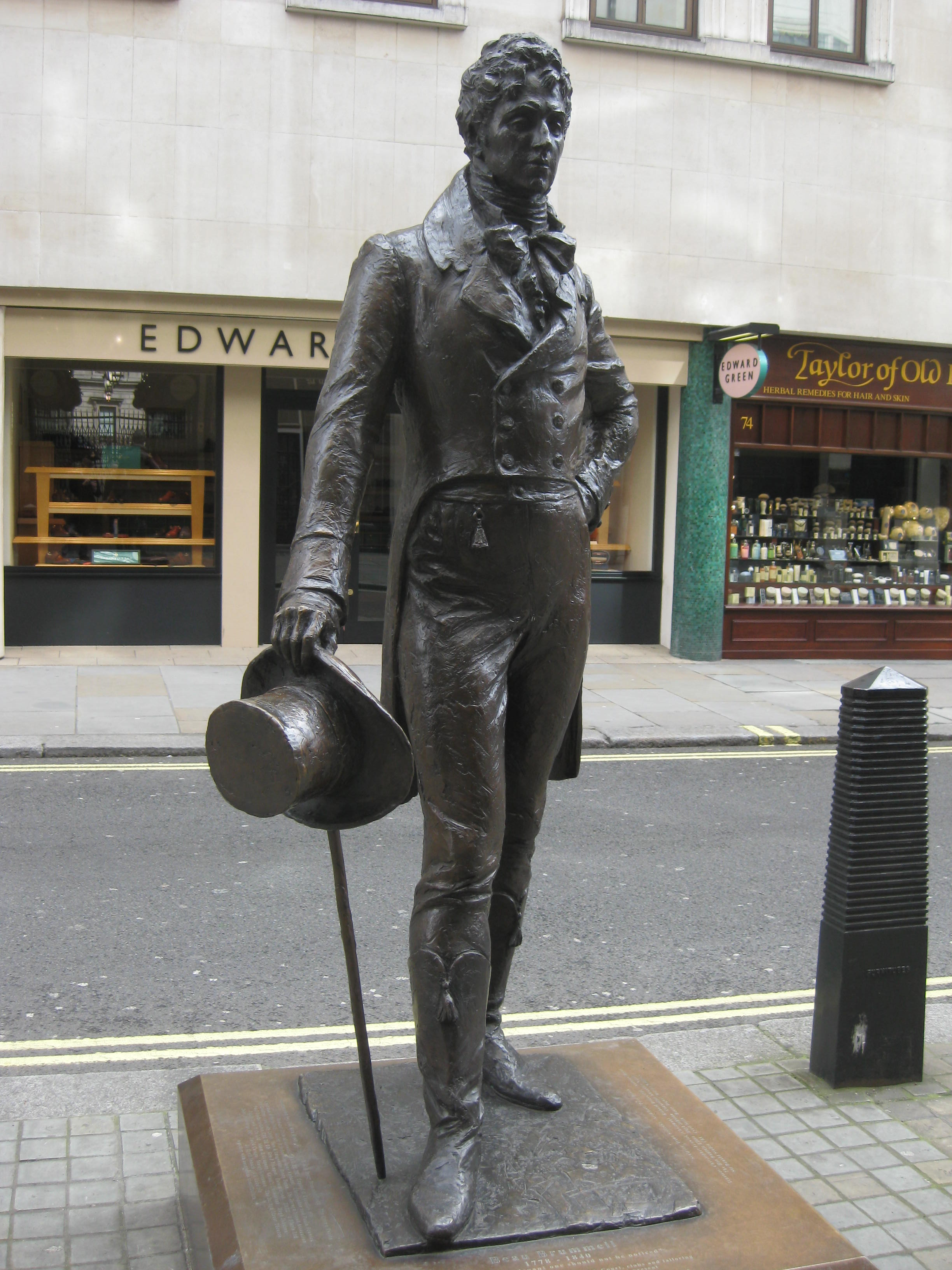
Статуя Джорджа Браммелла на Джермин-стрит

Стал легендарной фигурой, с чьим именем и поведением связаны десятки историй, афоризмов, карикатур. О нём писали Бальзак («Трактат об элегантной жизни», 1830 год), Барбе д’Оревильи («О дендизме и Джордже Браммелле», 1845 год), Бодлер («Художник современной жизни», 1863 год), Конан Дойль («Родни Стоун», 1896 год).
Байрон, которого также относят к денди, выделял среди современников всего трёх великих людей: Наполеона, Браммелла и себя.
В XX веке Браммеллу были посвящены несколько пьес и фильмов, в том числе классическая мелодрама 1954 года «Бо Браммелл» со Стюартом Грейнджером, Элизабет Тейлор и Питером Устиновым в главных ролях. В немой ленте 1924 года его роль исполнил Джон Берримор; в телефильме «Этот красавчик Браммелл», вышедшем в 2006 году — Джеймс Пьюрфой.
Французский композитор Рейнальдо Ан сочинил оперетту «Браммелл» (1930). Судьбой Браммелла интересовался Михаил Кузмин, написавший предисловие к русскому переводу книги Барбе д’Оревильи (1912).
Статуя Браммелла работы чешско-британского скульптора Ирены Седлецкой установлена в Лондоне на Джермин-стрит в 2002 году.